# Parantica phyle
Parantica phyle là một loài bướm giáp thuộc phân họ Danainae. Đây là loài đặc hữu của Philippines.